# New Frontier Holding
New Frontier Holding este o companie din Austria, înființată în 2006, la Viena, de un grup de patru investitori cu background puternic pe piețele de IT din regiunea Europa Centrală și de Est.
New Frontier Holding a preluat compania de IT Romsys din România la sfârșitul anului 2007 pentru suma de 54 milioane de dolari (39,45 milioane de euro) de la proprietarul de la acel moment, Marius Cojanu